# Midea
Tập đoàn Midea (tiếng Trung: 美的集团; bính âm: Měidì Jítuán) là một nhà sản xuất thiết bị điện của Trung Quốc , có trụ sở chính tại thị trấn Bắc Hào, quận Thuận Đức, Phật Sơn, Quảng Đông và được niêm yết trên Sở giao dịch chứng khoán Thâm Quyến. Tính đến năm 2018, công ty sử dụng khoảng 135.000 nhân viên ở Trung Quốc và nước ngoài với 200 công ty con và hơn 60 chi nhánh ở nước ngoài.  Midea được niêm yết trên Sàn giao dịch Chứng khoán Thâm Quyến từ năm 2013. Công ty được liệt kê và có mặt trong danh sách Fortune Global 500 kể từ tháng 7 năm 2016.  Midea sản xuất chủ yếu các thiết bị gia dụng như: chiếu sáng, thiết bị nước, thiết bị chăm sóc sàn nhà, thiết bị gia dụng nhỏ, giặt là, các đồ gia dụng nấu ăn lớn và thiết bị điện lạnh. Công ty này có lịch sử lâu đời trong việc sản xuất các sản phẩm gia dụng và thương mại về sưởi ấm, thông gió và điều hòa không khí (HVAC). Đây cũng là một trong những nhà sản xuất robot và thiết bị lớn nhất thế giới.

## Lịch sử
Ban đầu, công ty được thành lập chỉ với 5.000 Nhân dân tệ (tương đương khoảng 17 triệu đồng ngày nay) để mở một xưởng sản xuất nắp chai ở Bắc Hào, Thuận Đức vào năm 1968. Hà Hưởng Kiện (tiếng Trung: 何享健), người sáng lập công ty, bước đầu từ đó đã đưa Midea trở thành một trong những công ty tư nhân thành công nhất ở Trung Quốc, với doanh thu bán hàng của toàn bộ Tập đoàn được công bố là 22,2 tỷ đô la Mỹ cho năm tài chính 2011, cũng như được liệt kê trên bảng chính của Sở giao dịch chứng khoán Thâm Quyến.
Sau thời gian đầu chỉ sản xuất nắp chai và phụ tùng xe hơi, công ty đã tập trung vào sản xuất các mặt hàng hoàn chỉnh như quạt điện bắt đầu từ năm 1980. 5 năm sau, Midea sản xuất máy điều hòa không khí đầu tiên của mình, một trong những sản phẩm luôn là thành phần cốt lõi trong hoạt động kinh doanh của công ty ngày nay. Tuy nhiên, trong 15 năm sau đó, công ty dần dần mở rộng sang nhiều loại thiết bị gia dụng điện khác, bao gồm tủ lạnh, máy giặt và lò vi sóng. 

Năm 1973, công ty con của Midea phụ trách các hoạt động kinh doanh cốt lõi của công ty, được gọi là "Điện máy Midea Quảng Đông", và họ đã tiến hành chào bán cổ phiếu ra công chúng trên Sở giao dịch chứng khoán Thâm Quyến.Công ty mẹ của Vào tháng 9 năm 2013, toàn bộ tổ chức này đã được niêm yết công khai trên Sở giao dịch chứng khoán Thâm Quyến với tên gọi Công ty điện máy Quảng Đông Midea. Đồng thời, Công ty điện máy Quảng Đông Midea cũng được tư nhân hóa bởi Midea Group, mà ngày nay được gọi là "Midea Group", vào thời điểm đó vẫn chỉ là một công ty tư nhân.
Midea đã mở cơ sở sản xuất đầu tiên ở nước ngoài vào năm 2007, tại Khu công nghiệp Việt Nam, nằm ở ngoại thành Thành phố Hồ Chí Minh. Điều này đã đánh dấu sự khởi đầu của một thời kỳ mở rộng ra thị trường quốc tế của công ty. Ngay trong năm sau, Midea đã thành lập một liên doanh sản xuất với nhà sản xuất lò vi sóng của Belarus Horizont với mục đích gia nhập vào các thị trường Cộng đồng các Quốc gia Độc lập.  

Năm 2010 sẽ là năm đầu tiên trong số những liên doanh ở nước ngoài giữa Midea và nhà sản xuất máy điều hòa không khí của Mỹ Carrier. Công ty liên doanh đầu tiên của họ có trụ sở tại Cairo, Ai Cập, dưới tên Miraco Carrier. Năm tiếp theo, Midea và Carrier tiếp tục con đường này, thành lập một tập hợp các công ty liên doanh có mạng lưới chặt chẽ ở Brazil, Argentina và Chile, và một công ty khác riêng biệt ở Ấn Độ.  

Vào tháng 8 năm 2012, hội đồng quản trị của Midea thông báo rằng người sáng lập công ty, Hà Hưởng Kiện, đã thông báo rằng ông từ chức Chủ tịch Midea. Sau đó, Chủ tịch kiêm Giám đốc Điện lực Midea Quảng Đông Paul Fang được bổ nhiệm làm Chủ tịch mới của Tập đoàn Midea. 

Một kế hoạch tái cấu trúc cơ cấu công ty đã được công bố vào tháng 4 năm 2013.Vào tháng 9 năm 2013, toàn bộ tổ chức này đã được niêm yết công khai trên Sở giao dịch chứng khoán Thâm Quyến với tên gọi Midea Group. Đồng thời, Công ty điện máy Quảng Đông Midea được tư nhân hóa bởi Midea Group.
Vào cuối năm 2014, gã khổng lồ điện tử Trung Quốc Xiaomi đã đầu tư 1,2 tỷ Nhân dân tệ bằng cách mua lại 1,2% cổ phần của Midea Group. Một sự hợp tác giữa hai công ty cũng được công bố cùng lúc.
Trong năm 2016, Midea đã thực hiện ba thương vụ mua lại lớn, trong đó đầu tiên là hoạt động mua lại mảng kinh doanh thiết bị gia dụng của Toshiba với giá 477 triệu đô la Mỹ,tiếp theo là việc mua KUKA và thậm chí còn lớn hơn khi mua lại công ty chế tạo người máy của Đức.  

## Sản xuất

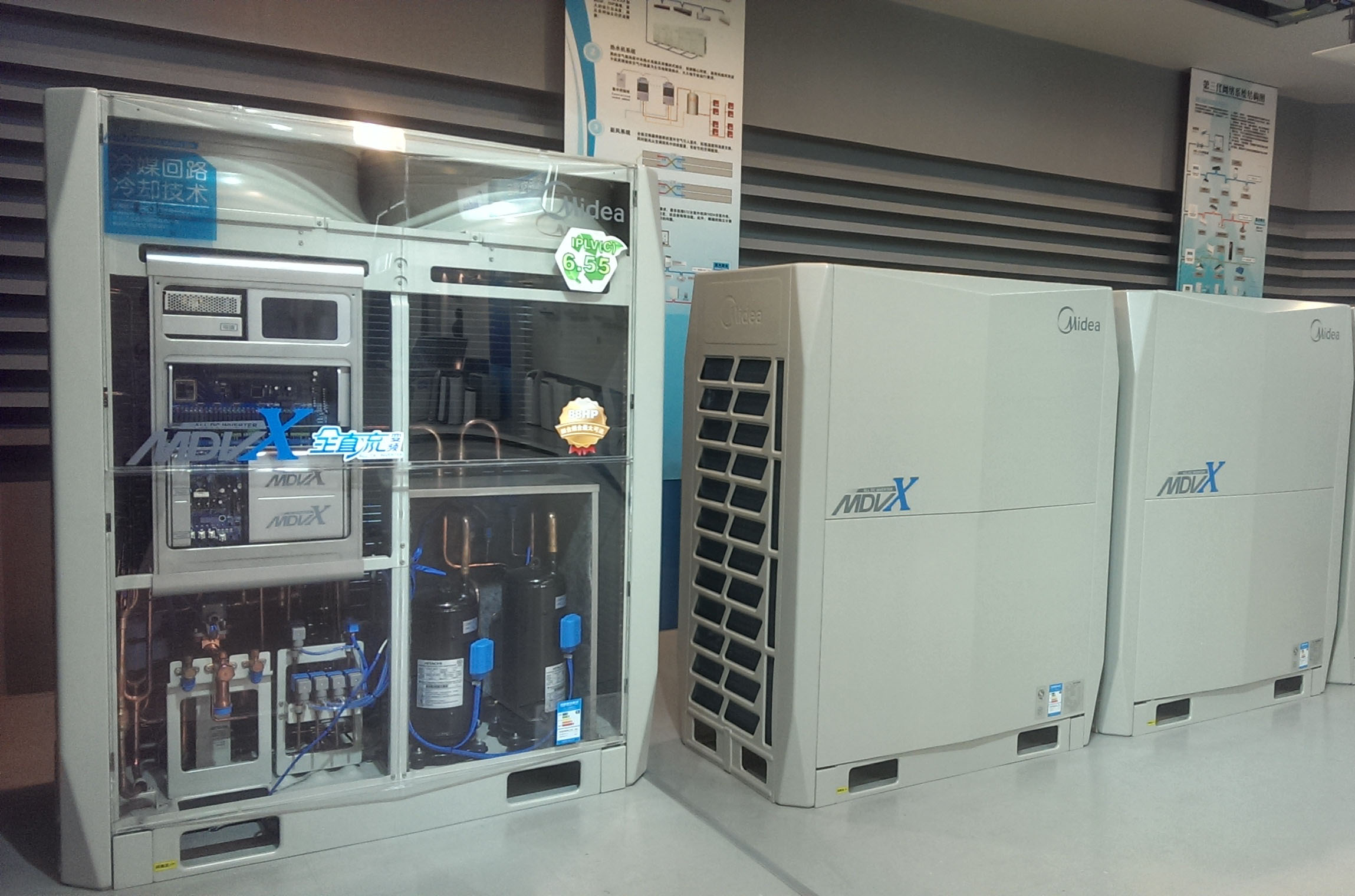
Máy điều hòa không khí MDV-X VRF của Midea

Hoạt động kinh doanh chính của Midea là sản xuất thiết bị gia dụng và máy điều hòa không khí thương mại. Công ty này bán các sản phẩm trong nước với tên riêng của mình, trong khi phần lớn hoạt động kinh doanh xuất khẩu là OEM và ODM cho nhiều thương hiệu nổi tiếng toàn cầu. Trong những năm gần đây, Midea đã bắt đầu tung ra thương hiệu của riêng mình tại một số thị trường nước ngoài ngày càng tăng, chẳng hạn như Brazil, Argentina, Chile, Ấn Độ, Ai Cập và hầu hết các quốc gia ở Đông Nam Á..
Các danh mục sản phẩm chính của công ty là máy điều hòa không khí, cả dân dụng và thương mại. Midea sản xuất các thiết bị gia dụng chính khác như tủ lạnh, máy giặt và máy rửa bát. Midea cũng cung cấp một loạt các thiết bị nhỏ hơn, chẳng hạn như lò vi sóng, ấm đun nước, máy lọc nước và máy hút bụi.
Midea hàng năm giành được hơn 40 giải thưởng thiết kế trong một loạt các triển lãm thiết kế toàn cầu có uy tín như Red Dot, iF và nhiều cuộc thi thiết kế khác.
Ngoài tên thương hiệu cùng tên của Midea, công ty còn sử dụng một loạt thương hiệu khác. Thương hiệu Little Swan được thông qua khi Midea mua lại công ty Little Swan vào năm 2008. Sản phẩm của Little Swan chủ yếu là các thiết bị giặt là và điện lạnh. Hualing là thương hiệu được Midea sử dụng cho máy điều hòa không khí và tủ lạnh, và cũng được thông qua vào năm 2008. MDV là một trong những thương hiệu được Midea sử dụng cho dòng máy điều hòa thương mại, hoạt động từ năm 1999. Thương hiệu Pelonis được sử dụng cho máy sưởi.
Thời báo New York đưa tin Midea là nhà sản xuất lò vi sóng lớn nhất cho một số thương hiệu lớn, bao gồm Toshiba, Whirlpool và Black and Decker.
Midea cũng tham gia sản xuất các bộ phận ô tô - bao gồm máy bơm nước điện, máy bơm dầu, máy nén và động cơ trợ lực lái - thông qua công ty con Welling.

## Dự án
Trong suốt thập kỷ qua, Midea đã đạt được một số dự án ngày càng phát triển, đạt đỉnh cao với thành tựu gần đây nhất là lắp đặt các giải pháp HVAC quy mô lớn trong tất cả 12 sân vận động cho Thế vận hội Olympic ở Brazil năm 2016, cũng như 9 trong số 12 sân vận động cho World Cup ở Brazil năm 2014.

## Nghiên cứu và phát triển

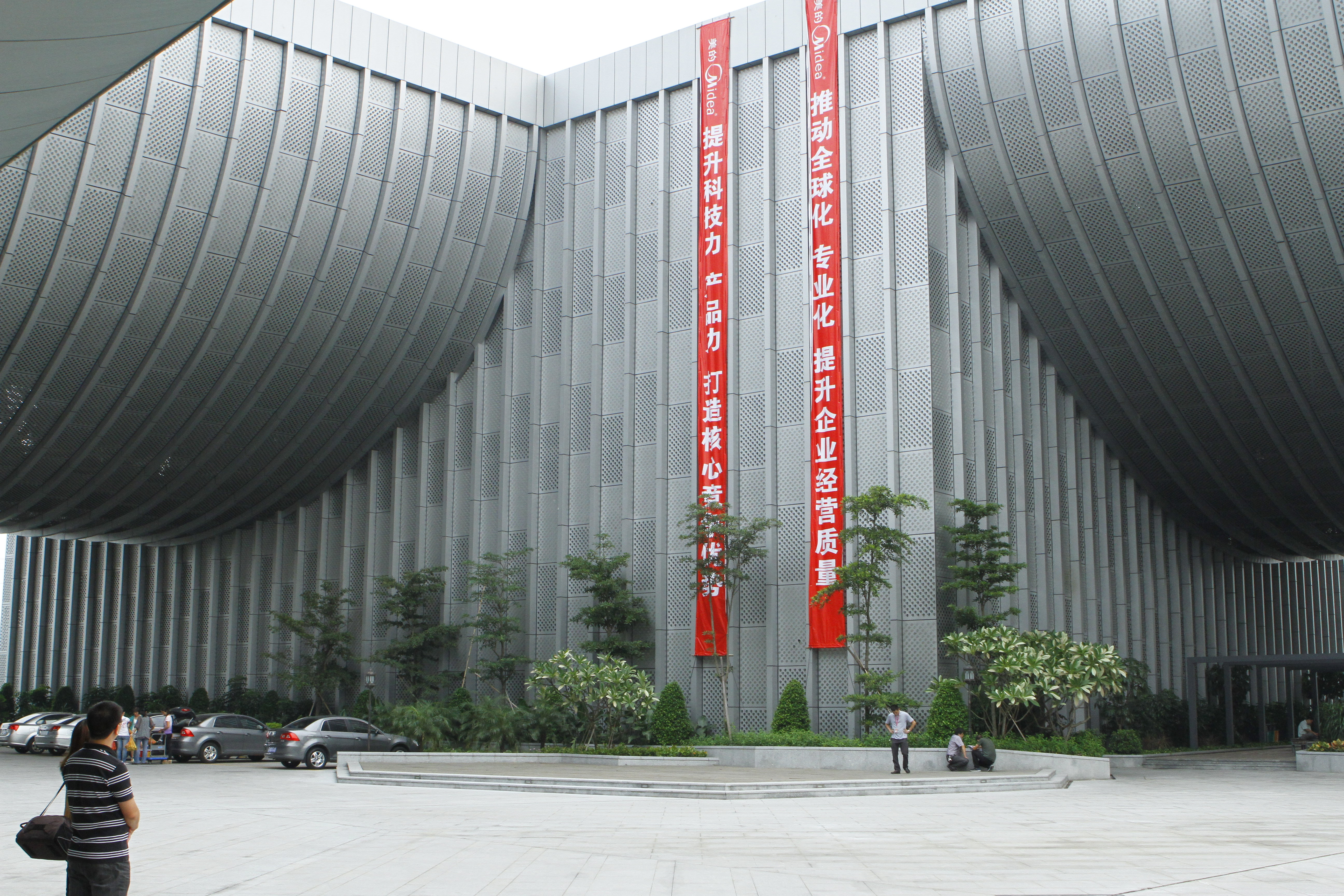
Sân ngoài của Viện Nghiên cứu và Phát triển Midea

Gần đây, Midea đã duy trì chính sách mở rộng quy mô R&D bằng cách liên tục tái đầu tư 4% doanh thu toàn công ty trở lại các nỗ lực nghiên cứu và phát triển.
Về sở hữu trí tuệ, Midea đã theo đuổi việc đăng ký các thành tựu đổi mới của mình gần đây hơn trước: số lượng đơn đăng ký bằng sáng chế và tiện ích do Midea thực hiện từ năm 2000 đến năm 2004 đã tăng từ 2 lên hơn 40 đơn.